# Iszkáz
Iszkáz là một thị trấn thuộc hạt Veszprém, Hungary. Thị trấn này có diện tích 15,74 km², dân số năm 2010 là 322 người, mật độ 20 người/km².